# Hayle (stacja kolejowa)
 Hayle – stacja kolejowa w miejscowości Hayle na linii Cornish Main Line. Na stacji zatrzymują się niektóre pociągi pośpieszne HST, włącznie z Night Riviera. Budynek stacji został zbudowany na nowo po II wojnie światowej. 

## Ruch pasażerski
Stacja w Hayle obsługuje ok. 118 512 pasażerów rocznie (dane za rok 2021/2022). Posiada bezpośrednie połączenia lokalne z Penzance, Plymouth, Exeterem, Bodmin.